# Замойская академия
Замойская академия (пол. Akademia Zamojska; лат. Hippaeum Zamoscianum) — учебное учреждение в Замостье, основанное Яном Замойским в 1594 году. В этом же году папа Климент VIII утвердил создание академии своей буллой. В 1669 году академия получила статус университета.

## История
Академия была основана польским гетманом и канцлером Яном Замойским в 1594 году в принадлежавшем ему городе Замосць. С 1597 кафедру моральной философии возглавлял Адам Бурский, ставший её ректором.
С академией была тесно связана деятельность типографии. Академия была открыта 15 марта 1595 года, и после Краковской и Вильнюсской академий, стала третьим в Польше высшим учебным заведением.
В организации академии принимал участие известный поэт Шимон Шимонович. С Замойской академией также связана деятельность поэта Себастьяна Кленовича. Он находился в хороших отношениях с Яном Замойским и поощрял его к организации академии, совместно с Шимоновичем подбирал туда профессоров и сам преподавал в этом учебном заведении античную литературу.
Академия сначала состояла из трёх факультетов — свободных наук, права и медицины. Уже позже, в 1648 году, был создан еще один факультет — теологический. Выпускники академии, на основании буллы Папы Климента VII, могли получать в её стенах степень доктора по богословию, праву и медицине. Академия находилась в большой зависимости от Краковской академии и постоянно нуждалась в денежных средствах, так как назначенного Замойским содержания в 13 тысяч польских злотых на все нужды академии не хватало.
Период расцвета Академии продолжался недолго. Уже в середине XVII века она начала приходить в упадок, а в 1784 году была закрыта австрийскими властями — в результате первого раздела Польши, город Замосць перешел к Австрии. В её стенах австрийцы создали Королевский лицей, переименованный позднее в губернскую школу имени Замойских.
В 1784 году австрийцы закрыли академическую типографию — в XVIII веке это была крупнейшая типография Речи Посполитой, в которой издавалось около 70 % печатной продукции всей страны.
После завоевания Замостья войсками варшавского княжества в здании были устроены казармы. Так продолжалось до момента ликвидации крепости в 1866 году, после чего в здании опять разместилась школа. В период гитлеровской оккупации в здании размещалась жандармерия. В настоящее время в здании бывшей академии находится существующий с 1916 года общеобразовательный лицей имени Яна Замойского и государственное профессиональное училище имени Шимона Шимоновича.

## Ректоры академии
- 1597—1598, 1603—1606, 1607—1608, 1610—1611 Адам Бурский
- 1606—1607 Ян Урсинус

## Выпускники академии
Несмотря на то, что Замойская академия была католическим учебным заведением, её выпускниками были и православные.
- Сакович, Касиян — ректор Киево-братской школы, писатель, поэт, философ.
- Исаия Трофимович-Козловский (?—1651) — первый известный ректор Киево-Могилянской академии.
- Сильвестр Косов — киевский митрополит времен Хмельниччины, известен также и как писатель-полемист.
- Кононович-Горбацкий, Иосиф (?—1653) — писатель;
- Гаватович, Якуб (1598—1679) — писатель-драматург.
- Кисель, Адам (1600—1653) — православный шляхтич, политический деятель Речи Посполитой середины XVII в.

Киевский митрополит Петр Могила дал высокую оценку Замойской академии, отметив, что академия много «пользы и утешения принесла» и что из неё вышли многие ученые люди.

## Здание академии
Здание академии представляет собой каменное белое здание, в плане квадрат, с внутренним двором. В XVIII и XIX веках были произведены ряд перестроек, которые лишили здание аттиков, порталов и наличников. Аркады внутри двора были замурованы.